# Tom Black
Thomas Donald Black, detto Tom (La Crosse, 9 luglio 1941 – Seattle, 9 settembre 2017), è stato un cestista statunitense, professionista nella NBA.

## Carriera
Venne selezionato dai Baltimore Bullets al nono giro del Draft NBA 1964 (74ª scelta assoluta).

## Palmarès
- Coppa Intercontinentale: 1

Akron Wingfoots: 1968